# カール・ウォルツ
カール・ウォルツ（Carl Erwin Walz、1955年9月6日 - ）は、アメリカ航空宇宙局(NASA)の宇宙飛行士、アメリカ空軍の大佐である。
現在は、オービタル・サイエンシズ社のAdvanced Programs Groupで有人宇宙飛行運用担当の副社長を務めている。かつては、ワシントンD.C.のNASA本部Exploration Systems Mission Directorateに配属されていた。また、Exploration Systems Mission DirectorateのAdvanced Capabilities Divisionで、ビジョン・フォー・スペース・エクスプロレーションのための技術開発、原子力推進、月ロボット探査等の責任者であった。

## 私生活
1955年9月6日にオハイオ州クリーブランドで生まれた。オハイオ州リンドハースト出身のPamela J. Gladyと結婚し、2人の子供を儲けた。趣味は、ピアノ、声楽、スポーツで、宇宙飛行士で構成されるロックンロールバンドMax Qのリードボーカルを務める。

## 教育
- 1973年：リンドハーストのCharles F. Brush高校を卒業
- 1977年：オハイオ州のケント州立大学で物理学の学士号
- 1979年：オハイオ州のジョン・キャロル大学で固体物理学の修士号

## 名誉等
- ケント州立大学をスンマ・クム・ラウデ（Summa Cum Laude、最優等）で卒業
- ディフェンス・スーピアリアサービスメダル
- メリトリアスサービスメダル
- w:Defense Meritorious Service Medal
- w:Commendation Medal
- w:Achievement Medal
- w:NASA Space Flight Medal(3つ)
- w:NASA Exceptional Service Medal
- ケント州立大学Distinguished Alumnus Award（1997年）

## 軍でのキャリア
1979年から1982年まで、カリフォルニア州のマクレラン空軍基地の第1155技術作戦飛行隊で、United States Atomic Energy Detection Systemからの放射性サンプルの分析を担った。翌年は、カリフォルニア州エドワーズ空軍基地の空軍テストパイロット学校でフライトテストエンジニアの学習に費やした。1984年1月から1987年6月まで、エドワーズ空軍基地でF-16連合試験部隊のフライトテストエンジニアを務め、F-16Cの電子機器や武器の開発にも関わった。1987年7月から1990年6月まで、エリア51でフライトテストマネージャーを務めた。

## NASAでのキャリア
1990年1月にNASAにより宇宙飛行士に選ばれ、4度の宇宙飛行を経験し、合計の宇宙滞在時間は231日間に上る。1993年のSTS-51ではミッションスペシャリスト、1994年のSTS-65ではフライトエンジニア、1996年のSTS-79ではミッションスペシャリスト、2001-2002年の国際宇宙ステーション第4次長期滞在ではフライトエンジニアを務めた。ウォルツと同僚宇宙飛行士のダニエル・バーシュは、196日間宇宙滞在のアメリカ合衆国記録を持つ。

### 宇宙飛行経験
1993年9月12日から22日に行われたSTS-51では、5人の乗組員がACTS衛星とシャトルパレット衛星を放出し、またドイツとアメリカ合衆国の共同科学実験を行った。ウォルツは7時間の宇宙遊泳も行い、ハッブル宇宙望遠鏡のサービスミッションで用いる道具の評価を行った。ミッション期間は、9日と22時間12分であった。
1994年7月8日から23日に行われたSTS-65は、International Microgravity Laboratory (IML-2)スペースラブモジュールの2度目の飛行となった。15日間で、7人の乗組員は微小重力下での材料学や生物学を研究する80以上の実験を行った。610万マイルを飛行して地球を236周し、スペースシャトル計画における宇宙滞在の新記録を樹立した。
1996年9月16日から26日に行われたSTS-79では、スペースシャトル・アトランティスがミールとドッキングし、食糧、水、科学実験機器等が運び込まれ、NASA側の長期滞在乗組員の交代も行われた。アトランティスとミールのドッキングにより、宇宙におけるドッキングした物体の質量の新記録が作られた。
第4次長期滞在の乗組員は、2001年12月5日にSTS-108に乗って打ち上げられ、12月7日に国際宇宙ステーションとドッキングし、6.5カ月の間、滞在した。3人（アメリカ人2人、ロシア人1人）の宇宙飛行士が、ハードウェアの飛行試験、内部や外部のメンテナンス、実施する科学実験の追加等の作業を行った。乗組員は196日間を宇宙で過ごし、ウォルツとバーシュは、宇宙滞在のアメリカ合衆国記録を樹立した。ロシア製のオーラン宇宙服を着て、ウォルツは2度の合計で11時間52分の宇宙遊泳を行った。乗組員は、STS-111のミッションでスペースシャトル・エンデバーに乗って、2002年6月19日にエドワーズ空軍基地に帰還した。